# Seo Dong-myung
Seo Dong-myung ((서동명?, 徐東明?); Samcheok, 4 maggio 1974) è un ex calciatore sudcoreano, di ruolo portiere.

## Palmarès

### Giocatore

#### Competizioni nazionali
- Campionato sudcoreano: 2

Ulsan Hyundai: 1996, 2005
- Coppa di Lega sudcoreana: 1

Ulsan Hyundai: 1998
- Supercoppa della Corea del Sud: 1

Ulsan Hyundai: 2006

#### Competizioni internazionali
- A3 Champions Cup: 1

Ulsan Hyundai: 2006